# Јелена Кондакова
Јелена Кондакова (енгл. Yelena Kondakova; Митишчи, 30. март 1957) била је трећа совјетска и руска космонауткиња која је путовала у свемир и прва жена која је имала дуготрајни свемирски лет. Њено прво путовање у свемир било је 4. октобра 1994. године на Сојуз ТМ-20. На Земљу се вратила 22. марта 1995. године, након петомесечног боравка у свемирској станици Мир. Кондакова је другим летом имала специјализовану мисију са америчком свемирским авионом Атлантис током мисије СТС-84 у мају 1997. Била је последња Рускиња у свемиру све до њене наследнице Јелене Серове која је полетела у међународној свемирској станици тек 25. септембра 2014.

## Биографија
Кондакова је рођена у Митишчију, али је одрасла у близини Калињинграда, са старијим братом. Удала се за колегу космонаута Валерија Риумина 1985. године и са њим има једну ћерку. Дипломирала је машинство на високој техничкој школи у Бауману, где се специјализовала за производњу авиона. Изабрана је за кандидата космонаута 1989. године. Кондакови родитељи су обоје радили у ракетно-космичкој корпорацији Енергија, а њен отац је био забринут што је космонаут, јер је био свестан постојећих опасности. Пре него што је постала космонаут, радила је као инжењер за ракетно-космичку корпорацију Енергија. Током свог првог излета у свемир, њен супруг Валери често би се жалио како жели традиционалнију супругу која ће се бринути о кући и породици. Док је Кондакова била у свемиру, за то време, ракетна-космичка корпорација Енергија му је дозволила да ради од куће и брине се о њиховој ћерци док се мајка не врати.
Од 1999. године Кондакова је била помоћник у државном думу, доњем дому руског парламента.

## Награде
- Херој Руске Федерације[6]

## Даље читање
- Елена Владимировна Кондакова. Космической энциклопедии ASTROnote (на језику: руски).
- Ольга Глаголева. Я вытащила счастливый билет. Работница Журнал (на језику: руски).
- Cavallaro Umberto. (2017) Elena Kondakova: The First Woman to Take Part in a Long-Duration Space Mission. In: Women Spacefarers. Springer Praxis Books. Springer, Cham.